# جيوسيبي بيتزيلا
جيوسيبي بيتزيلا (بالإيطالية: Giuseppe Pezzella)‏ (29 نوفمبر 1997 بنابولي في إيطاليا - ) هو لاعب كرة قدم إيطالي في مركز الدفاع. شارك مع منتخب إيطاليا تحت 18 سنة لكرة القدم ومنتخب إيطاليا تحت 19 سنة لكرة القدم. أما مع النوادي، فقد لعب مع نادي باليرمو.

## روابط خارجية
- جيوسيبي بيتزيلا على موقع الاتحاد الأوربي (الإنجليزية)
- جيوسيبي بيتزيلا على موقع قاعدة بيانات كرة القدم.إي يو (الإنجليزية)
- جيوسيبي بيتزيلا على موقع Soccerbase.com (لاعب) (الإنجليزية)
- جيوسيبي بيتزيلا على موقع Soccerway.com (الإنجليزية)
- جيوسيبي بيتزيلا على موقع عالم كرة القدم.نت (الإنجليزية)
- جيوسيبي بيتزيلا على موقع AS.com (الإسبانية)